# Resnova humifusa
Resnova humifusa là một loài thực vật có hoa trong họ Măng tây. Loài này được (Baker) U.Müll.-Doblies & D.Müll.-Doblies miêu tả khoa học đầu tiên năm 1997.